# Conrad Martin
Conrad Martin (Toronto, Ontario, Kanada, 25. listopada 1982.) kanadski je profesionalni hokejaš na ledu. Igra na poziciji braniča. Bio je član hrvatskog KHL Medveščaka u EBEL-u.

## Karijera
Martin je karijeru započeo 2001. godine u Wexford Raidersima (danas Toronto Jr. Canadiens) koji su se natjecali u Ontario Provincial Junior A Hockey League (OPJHL). Od 2002. do 2005. godine igrao je za hokejašku momčad koledža Mercyhurst. Profesionalni dio karijere započeo je pred sam kraj sezone 2005./06. zaigravši za San Diego Gulls koji su nastupali u ECHL.  Već sljedeće sezone prelazi u Cincinnati Cyclones koji su se natjecali u istoj ligi te tamo ostaje tri sezone. U sezoni 2007./08. usporedno je i igrao za klupsku podružnicu Hamilton Bulldogs koji se natjecao u AHL-u. Usred sezone 2008./09. napušta Cyclonese i prelazi u Acroni Jesenice za koje igra u EBEL-u i Slohokej ligi. Iste sezone s Jesenicama osvaja Slohokej ligu.

### KHL Medveščak (2009.)
Nakon Jesenica Martin karijeru nastavlja u KHL Medveščak. Na polovini sezone skupio je 6 bodova (5 golova i asistencija), ali ujedno i 89 kaznenih minuta, najviše u momčadi.

## Statistika karijere
Bilješka: OU = odigrane utakmice, G = gol, A = asistencija, Bod = bodovi, +/- = plus/minus, KM = kaznene minute, GV = gol s igračem više, GM = gol s igračem manje, GO = gol odluke
| 2009./10. | KHL Medveščak | EBEL | 27 | 5 | 1 | 6 | -3 | 89 | 3 | 0 | 0 |  |  |  |  |  |  |  |  |  |

## Vanjske poveznice
|  | Zajednički poslužitelj ima još gradiva o temi Conrad Martin |

- Profil na Eurohockey.net